# Tuffi ai Giochi della XXII Olimpiade
Si sono svolti 4 eventi: le gare dal trampolino e dalla piattaforma, sia maschili che femminili.

## Podi

### Uomini
| Evento                      | Oro                         | Perform. | Argento                | Perform. | Bronzo               | Perform. |
| Tuffi individuali           |                             |          |                        |          |                      |          |
| Trampolino 3 m (dettagli)   | Aleksandr Stalievič Portnov | 905,025  | Carlos Girón Gutiérrez | 892,140  | Giorgio Cagnotto     | 871,500  |
| Piattaforma 10 m (dettagli) | Falk Hoffmann               | 835,650  | Uladzimir Alejnik      | 819,705  | Davit' Hambarjowmyan | 817,440  |

### Donne
| Evento                      | Oro             | Perform. | Argento          | Perform. | Bronzo        | Perform. |
| Tuffi individuali           |                 |          |                  |          |               |          |
| Trampolino 3 m (dettagli)   | Irina Kalinina  | 725,910  | Martina Pröeber  | 698,895  | Karin Guthke  | 685,245  |
| Piattaforma 10 m (dettagli) | Martina Jäschke | 596,250  | Servard Ėmirzjan | 576,465  | Liana Cotadze | 575,925  |

## Medagliere
| Posizione | Paese            | Oro | Argento | Bronzo | Totale |
| --------- | ---------------- | --- | ------- | ------ | ------ |
| 1         | Unione Sovietica | 2   | 2       | 2      | 6      |
| 2         | Germania Est     | 2   | 2       | 1      | 5      |
| 3         | Messico          | 0   | 1       | 0      | 1      |
| 4         | Italia           | 0   | 0       | 1      | 1      |
| Totale    | Totale           | 4   | 4       | 4      | 12     |